# Lindi (Burkina Faso)
Pour les articles homonymes, voir Lindi (homonymie).
Lindi est une localité située dans le département d'Ourgou-Manéga de la province de l'Oubritenga dans la région Plateau-Central au Burkina Faso.

## Santé et éducation
Le centre de soins le plus proche de Lindi est le centre de santé et de promotion sociale (CSPS) d'Ourgou tandis que le centre médical avec antenne chirurgicale (CMA) de la province se trouve à Ziniaré.
Le village possède une école primaire publique.